# RIP (журнал)
RIP — американский музыкальный журнал, посвящённый хеви-металу, существовавший с 1986 по 1996 годы.
RIP стал первым музыкальным журналом издательского дома Larry Flynt Publications (LFP), известного главным образом по журналу Hustler и прочей порнографической продукции. Идея издания, не связанного с сексом, пришла в голову супруге Ларри Флинта Алтее. Она хотела создать журнал о моде, культуре и рок-н-ролле и вложила в этот проект довольно много денег. Прототип получил название RAGE, но в связи с болезнью Алтеи первый выпуск журнала так и не вышел. В конце концов было принято решение о выпуске специализированного журнала RIP, посвящённого рок-музыке, вместо «гибридного» RAGE.
Первый выпуск журнала, вышедший в декабре 1986 года, был посвящён противостоянию панков и металлистов и включал интервью с Оззи Осборном, The Ramones, Motorhead, Black Flag и Metallica. Последующие номера были сконцентрированы на андеграундных музыкальных исполнителях, таких как The Mentors. Продажи журнала были довольно скромными, поэтому к президенту LFP Джиму Колзу обратился редактор хастлеровского издания CHIC Лонн Френд, предложив свою помощь в качестве главного редактора. Френд запросил бюджет и другие необходимые ресурсы, взамен пообещав, что сделает журнал популярным. В центре одного из первых выпусков оказалась группа Guns N' Roses, о которой все только и говорили; для создания материала Френд послал несколько человек из своей команды в Голливуд, чтобы провести с группой несколько дней.
В течение двух лет журнал набрал популярность. В штате содержались не только писатели и иллюстраторы, которым платили более высокую зарплату, чем у конкурентов, но и исследователи и специалисты по проверке фактов. Лонн Френд стремился к максимальному профессионализму команды и называл RIP аналогом Rolling Stone для хеви-метала. Сотрудники журнала старались максимально сблизиться с музыкантами, чтобы получить доступ к качественному контенту. Помимо Guns N' Roses, RIP были в хороших отношениях с Metallica и их фотографом Россом Халфином. Когда журналу удалось заполучить и опубликовать фотографии музыкантов Metallica в шапках Санта Клауса, этот номер пользовался огромной популярностью; кроме того, Лонн Френд общался с Хетфилдом и Ульрихом во время записи альбома …And Justice for All. Френд также обеспечил RIP репутацию журнала, ориентированного на фанатов, широко используя рекламные трюки и щедрые ежегодные вечеринки.
В 1990-е годы журнал переключился с освещения хеви-металлической сцены на группы гранжа и альтернативного рока, такие как Nirvana, Soundgarden и Pearl Jam. Однако издание не могло соперничать со специализированными журналами, такими как Spin. В июне 1994 года Лонн Френд покинул пост главного редактора и перешёл в Arista Records, став вице-президентом по A&R. Последний номер RIP вышел в декабре 1996 года.
В 2009 году был запущен сайт www.theripfiles.com, на котором были доступны архивные материалы журнала. Сайт существовал вплоть до 2019 года.